# Erol Togay
Erol Togay (1 de febrero de 1950-9 de agosto de 2012) fue un futbolista y entrenador de fútbol turco. Jugó en la posición de defensa por el Fenerbahçe, Vefa (1968–1972), Altay (1972–1978) y el Adana Demirspor (1981–1984). Togay jugó en la selección turca cinco partidos en la clasificación de la Mundial de 1978.
Togay fue entrenador del Fenerbahçe en 1991, sucediendo a Guus Hiddink y lo dirigió dos partidos. También dirigió al Çanakkale Dardanelspor, Zeytinburnuspor, Küçükçekmecespor, Zonguldakspor, Düzcespor y al Konyaspor.